# Rio Băleasa (Iza)
O Rio Băleasa é um rio da Romênia afluente do rio Iza, localizado no distrito de Maramureş.